# Maximilian Braune
Maximilian Braune (* 6. Juli 2003 in Oberhausen) ist ein deutscher Fußballtorwart.

## Karriere
Nach seinen Anfängen in der Jugend des Mülheimer SV 07, von Rot-Weiß Oberhausen und des FC Schalke 04 wechselte er im Sommer 2020 in die Jugendabteilung des MSV Duisburg. Für seinen Verein bestritt er 14 Spiele in der A-Junioren-Bundesliga. Im Februar 2022 unterschrieb er bei seinem Verein seinen ersten Profivertrag und kam dort auch zu seinem ersten Einsatz im Profibereich in der 3. Liga, als er am 23. Januar 2023, dem 19. Spieltag, bei der 1:3-Heimniederlage gegen den SV Waldhof Mannheim in der Startformation stand.

## Erfolge
- Meister der Regionalliga West 2025 und Aufstieg in die 3. Liga (mit dem MSV Duisburg)